# Gérard Watkins
Gérard Watkins (Londra, 4 luglio 1965) è un attore e drammaturgo britannico naturalizzato francese.
È figlio del regista Peter Watkins e fratello di Patrick Watkins. Sa parlare bene sia l'inglese sia il francese.
Ha iniziato a lavorare come attore nel 1986 ed ha recitato tra gli altri in Amami se hai coraggio e Io vi troverò.

## Filmografia

### Cinema
- On a volé Charlie Spencer, regia di Francis Huster (1986)
- Sécurité publique, regia di Gabriel Benattar (1987)
- Travelling avant, regia di Jean-Charles Tacchella (1987)
- Niente dolce, niente zucchero, regia di Éric Woreth (1991)
- L'Ambassade en folie, regia di Baz Taylor (1992)
- La Commune (Paris, 1871), regia di Peter Watkins (2000)
- Le Loup de la côte Ouest, regia di Hugo Santiago (2002)
- Amami se hai coraggio, regia di Yann Samuell (2003)
- Quelli che ritornano, regia di Robin Campillo (2004)
- Je me fais rare, regia di Dante Desarthe (2006)
- Lo scafandro e la farfalla, regia di Julian Schnabel (2007)
- La Fabrique des sentiments, regia di Jean-Marc Moutout (2008)
- Io vi troverò (Taken), regia di Pierre Morel (2008)
- Largo Winch, regia di Jérôme Salle (2008)
- La Femme invisible, regia di Agathe Teyssier (2009)
- Mères et filles, regia di Julie Lopes-Curval (2009)
- Plein Sud - Andando a sud, regia di Sébastien Lifshitz (2009)
- Rebecca H. (Return to the Dogs), regia di Lodge Kerrigan (2010)
- Colt 45, regia di Fabrice Du Weltz (2014)
- L'Odissea (L'Odyssée), regia di Jérôme Salle (2016)
- Normandie nue, regia di Philippe Le Guay (2018)
- L'accusa (Les Choses humaines), regia di Yvan Attal (2021)

### Televisione
- I viaggiatori delle tenebre (The Hitchhiker) – serie TV, episodio 6x12 (1990)
- EastEnders – serial TV, puntata 3019 (2005)
- Profiling – serie TV, episodio 6x05 (2015)
- Alice Nevers - Professione giudice (Alice Nevers : Le juge est une femme) – serie TV, episodio 22x7 (2017)
- Versailles – serie TV, episodio 2x04 (2017)
- Les Sauvages, regia di Rebecca Zlotowski – miniserie TV (2019)
- Maria Antonietta (Marie Antoinette) – serie TV, episodi 1x01-1x02-1x05 (2022)

## Teatro
- Non mi ricordo più tanto bene (I Don't Remember Very Well)
- Scene di violenza coniugale

## Opere
- Gérard Watkins, Ricomporre l’infranto, Non mi ricordo più tanto bene, Scene di violenza coniugale, Cue Press, 2019, ISBN 9788855100427